# Зідж Елхані

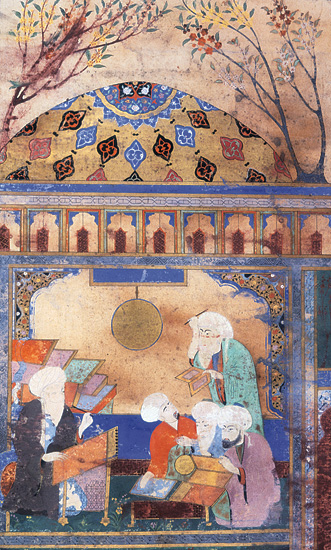
Картина Насир ад-Дін ат-Тусі та його колег, які працюють над астрономічним довідником Зідж Елхані в Марагінській обсерваторії

«Зідж Елхані», «Єлхані зідж» (перс. ذیج علخنی‎) араб. та перс. — Астрономічна таблиця, довідник) — астрономічна праця Середньовіччя. Складено вченими Марагінської обсерваторії, організованої Насір ад-Діном Тусі у XIII ст. на північному заході Ірану в Азербайджані. У «Зідж Елхані» наведено каталог яскравих зірок, географічні координати 279 населених пунктів, а також таблиці синусів та косинусів.

## Інтернет-ресурси
- The Zij-i Ilkhani held by the Wellcome Collection in London